# Бєглов Олександр Дмитрович
Олександр Дмитрович Бєглов (нар. 19 травня 1956, Баку, Азербайджанська РСР, СРСР) — російський політичний діяч. Губернатор Санкт-Петербурга з 18 вересня 2019 року (тимчасово виконуючий обов'язки губернатора Санкт-Петербурга з 16 червня по 5 жовтня 2003 рік і з 3 жовтня 2018 року по 18 вересня 2019). Член Всеросійської політичної партії «Єдина Росія».
У 2012—2017 роках повноважний представник президента Росії в Центральному федеральному окрузі. У 2017—2018 роках повноважний представник президента Росії в Північно-Західному федеральному окрузі.
Із весни 2022 року перебуває під персональними санкціями Великої Британії, США, Канади, Австралії, України, Нової Зеландії.

## Біографія

### Ранні роки. Робота в радянський період
Олександр Бєглов народився 19 травня 1956 року в Бак у родині військового-фронтовика. Закінчивши вісім класів, Бєглов вступив до професійно-технічне училище, потім — в індустріально-педагогічний технікум. У 1976—1978 роках проходив строкову військову службу в Збройних силах СРСР.
Після закінчення в 1983 році Ленінградського інженерно-будівельного інституту за спеціальністю «Промислове і цивільне будівництво» займав інженерно-технічні та керівні посади в будівельних організаціях Ленінграда. У 1986 році отримав посаду завідувача відділом будівництва виконкому Ленсовета. На цій посаді він брав участь у ліквідації наслідків землетрусу 1988 року в Вірменській РСР. Із 1989 року завідувач сектору соціально-економічного відділу Ленінградського обкому КПРС, через рік — заступник начальника Головного управління капітального будівництва виконкому Ленсовета. Крім того, в різні періоди Бєглов значився в штаті Главленінградбуду та Главінженербуду. Він брав участь у будівництві міських очисних споруд «Біла мілина», Ольгинських очисних споруд та водопровідно-насосної станції в Рибацькому, заводу алюмінієвих конструкцій, курував житлову забудову мікрорайонів Купчино, Рибацьке, Озеро Довге. Крім того, керував будівництвом різних спецспоруд у Барнаулі, Омську, Красноярську, Москві, Казахстані, Киргизії, на Північному Кавказі.

### Робота в 1990-х роках
У 1991—1997 роках головний інженер російського-німецького підприємства «Мелазель». Імовірно, саме в цей час Бєглов познайомився з Володимиром Путіним, який на той момент займав пост голови Комітету із зовнішніх зв'язків мерії Ленінграда. Саме цей орган зареєстрував комерційне підприємство, хоча сам чиновник заперечує знайомство з Путіним в той період.
Пізніше Бєглов два роки пропрацював старшим науковим співробітником і докторантом Санкт-Петербурзького державного архітектурно-будівельного університету. У 1999 році його запросили на посаду голови територіального управління Курортного адміністративного району Санкт-Петербурга. Під його керівництвом реконструювали площу Свободи в Сестрорєцьку, встановили пам'ятники Петру I та творцеві трьохлінійки Сергію Мосіну, реконструювали кілька міських фонтанів. При Бєглову почалася стихійна забудова по березі озера Разлив, що викликало протести місцевих жителів.
За даними ЗМІ, в різний час Бєглов також виступав співзасновником підприємств «Аерорекорд», «Екотех», «Балтікбуд», виробничо-транспортної компанії «Стик», видавничого дому «Деловой партнёр».

### Державна діяльність (2000-ті роки)

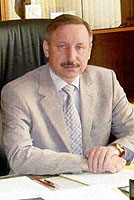
Олександр Бєглов на посаді заступника керівника Адміністрації президента РФ, 2008 рік

У 2002 році губернатор Санкт-Петербурга Володимир Яковлєв висунув Бєглова на посаду віце-губернатора — керівника канцелярії адміністрації міста. На думку спостерігачів, це призначення стало компромісом між Яковлєвим і повноважним представником президента РФ в Північно-Західному федеральному окрузі Віктором Черкесовим. Вважають, що заступник повпреда з кадрів Сергій Свиридов також клопотав про висунення Бєглова, хоча голосуванням Законодавчих зборів кандидатуру Бєглова затвердили тільки з другого разу. Одночасно з адміністративною діяльністю Бєглов проходив навчання в Північно-Західній академії державної служби, яку закінчив у 2003 році.
У червні 2003 року після відходу Яковлєва у відставку Бєглов тимчасово виконував його обов'язки. У цей період він вів активну господарську політику, інспектуючи школи і підприємства, а також підготовку до опалювального сезону. Крім того, в червні 2003 року на конференції партії «Єдина Росія» Бєглова обрали секретарем регіонального відділення, і через п'ять місяців він брав участь у виборах в Державну думу IV скликання. У ЗМІ фігурувала версія, що Бєглов прийняв це рішення після програшу Валентини Матвієнко у першому турі виборів на пост губернатора Санкт-Петербурга, коли стало зрозуміло, що Бєглов, який не зумів підготувати правильний суспільний і політичний ґрунт на посаді тимчасово виконуючого обов'язки, надалі не зможе отримати посаду віце-губернатора. Результати «Єдиної Росії» на виборах в Санкт-Петербурзі виявилися одними з найнижчих в країні, і, за повідомленнями Російської служби BBC, керівництво партії вважало Бєглова відповідальним за невдачу і відмовило йому в можливості зайняти крісло керівника фракції або голови ключового комітету, і пізніше він відмовився від мандату. При цьому Бєглов продовжував займати керівну посаду в регіональному відділенні партії аж до липня 2004 року, за цей період чисельність відділення зросла з 700 до 16 000 чоловік. У листопаді того ж року на V з'їзді «Єдиної Росії» Бєглов обраний членом її Вищої ради.
20 вересня 2003 року в Москві на третьому з'їзді партії «Єдність і Вітчизна-Єдина Росія» була прийнята передвиборна програма і затверджений список кандидатів на виборах до Держдуми. Бєглов очолював в єдиному списку регіональну групу «Петербурзька».

### В Адміністрації президента
5 жовтня у другому турі дострокових виборів губернатора Санкт-Петербурга перемогла повпред у Північно-Західному окрузі Валентина Матвієнко. Після цього 15 жовтня Олександр Бєглов призначений першим заступником повпреда в Північно-Західному федеральному окрузі. Валентина Матвієнко обіймала посаду повпреда до 1 листопада 2003 року, потім її змінив Ілля Клебанов.
7 грудня 2003 року на виборах до Державної Думи Бєглов обраний депутатом Держдуми IV скликання за списком партії «Єдність і Вітчизна-Єдина Росія». Після виборів від депутатського мандату відмовився.
24 травня 2004 року Бєглов призначений на посаду голови контрольного управління Адміністрації президента. У жовтні 2005 року він увійшов до складу Ради при Президентові з реалізації пріоритетних національних проєктів та демографічної політики, а в липні 2006 року — до складу його президії.
12 травня 2008 року призначений заступником керівника Адміністрації президента під керівництвом Сергія Наришкіна. Змінив на цій посаді Ігоря Сєчина. Курував канцелярію президента і документообіг.
21 липня 2008 року Олександр Бєглов призначений головою ради директорів концерну ППО «Алмаз-Антей», що спеціалізується на розробці та виробництві зенітних ракетних комплексів малої, середньої та великої дальності дії. Він змінив на цій посаді Віктора Іванова, який у травні 2008 року був призначений головою Держнаркоконтролю. Бєглов очолював раду директорів «Концерну повітряно-космічної оборони „Алмаз-Антей“» із 2008 по 2011 рік.
Із 2009 по лютий 2019 року Бєглов очолював Раду при Президенті Російської Федерації у справах козацтва. Він структурував систему чинів всередині спільноти та модернізував його функції: козаки стали охороняти державну власність, брати участь у розгонах мітингів і патрулюванні вулиць, отримуючи фінансування з регіональних бюджетів.
Після відставки Юрія Лужкова у 2010 році Олександра Бєглова називали одним із можливих претендентів на пост мера Москви, після відставки Валентини Матвієнко в 2011 році — кандидатом на пост губернатора Санкт-Петербурга.

### Повноважний представник президента в ЦФО (2012—2017)

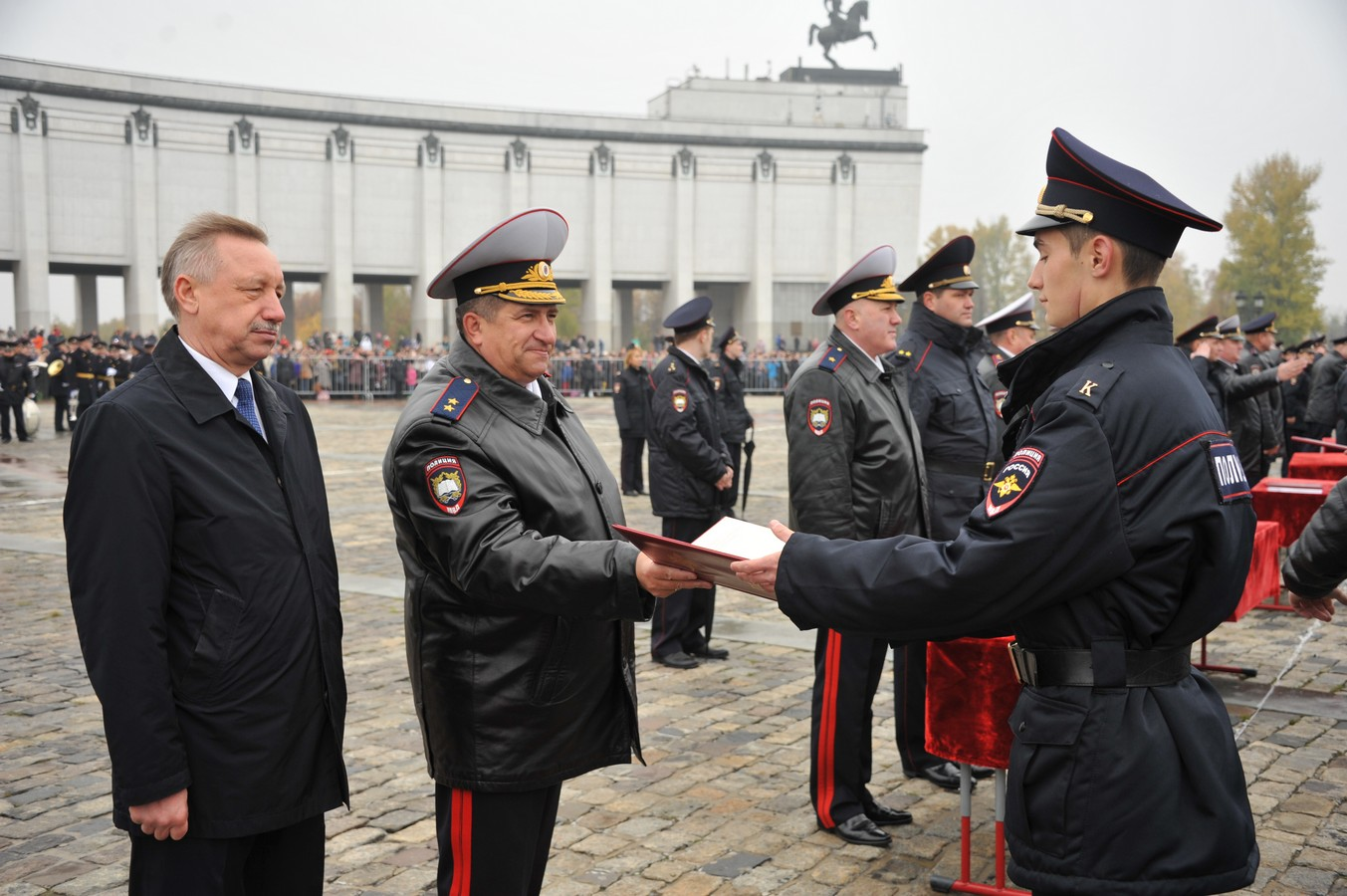
Бєглов на приведенні до присяги курсантів Московського університету МВС у Парку Перемоги, 8 жовтня 2016.

23 травня 2012 року президент Володимир Путін призначив Бєглова на посаду повноважного представника президента в Центральному федеральному окрузі. Бєглов обіймав посаду п'ять років, до 25 грудня 2017. Крім іншого, в цей період він курував підготовку великих церковних свят на державному рівні та реставрацію церковних об'єктів на півострові Афон.

### Повноважний представник президента в СЗФО (2017—2018)
25 грудня 2017 року президент Володимир Путін призначив Бєглова повноважним представником президента РФ у Північно-Західному федеральному окрузі. Він переїхав до Санкт-Петербурга. Працював у будівлі на 3-й лінії Василівського острова. Протягом своєї кар'єри Бєглов вів активну громадсько-політичну діяльність в Санкт-Петербурзі та Ленінградській області. Він брав участь у відродженні Кронштадтського Морського собору та розвитку парку «Патріот».

### Тимчасово виконувач обов'язків губернатора Санкт-Петербурга
3 жовтня 2018 року Олександра Бєглова призначили тимчасово виконуючим обов'язки губернатора Санкт-Петербурга. За день до цього дружина і зять чиновника, які працювали в міському уряді, щоб уникнути конфлікту інтересів подали заяву на звільнення. Пізніше 18 лютого президент Росії включив Олександра Бєглова до складу Ради Безпеки РФ.
Крім того, період діяльності Бєглова на посаді тимчасово виконуючого обов'язків губернатора ознаменувався насильницьким розгоном першотравневої демонстрації. Із протидією з боку правоохоронних органів зіткнулася демократична колона, яку представляли прихильники політика Олексія Навального, партій «Яблуко» і «Справедлива Росія», руху «Спостерігачі Петербурга», учасники «Безстрокового протесту». За даними «ОВД-Інфо», на акції було затримано 68 осіб. Причиною арештів і агресивних дій поліції Олександр Бєглов назвав образливі гасла опозиції.
Олександр Бєглов провів у структурах влади значні кадрові перестановки: звільнені деякі віце-губернатори, голови комітетів і голів районів, які працювали з колишнім губернатором Георгієм Полтавченком, в тому числі віце-губернатори Ігор Албін і Михайло Мокрецов. Серед причин масового скорочення названо зокрема неякісне прибирання снігу та льоду. Багато ЗМІ відзначають зацикленість на церкві Олександра Бєглова, але окремі видання вказують на показовий характер ставлення чиновника до РПЦ. Зокрема, на це вказує той факт, що саме Бєглов відмовився від передачі Ісаакіївського собору церкви на користь РПЦ.

### Кампанія на виборах губернатора Санкт-Петербурга

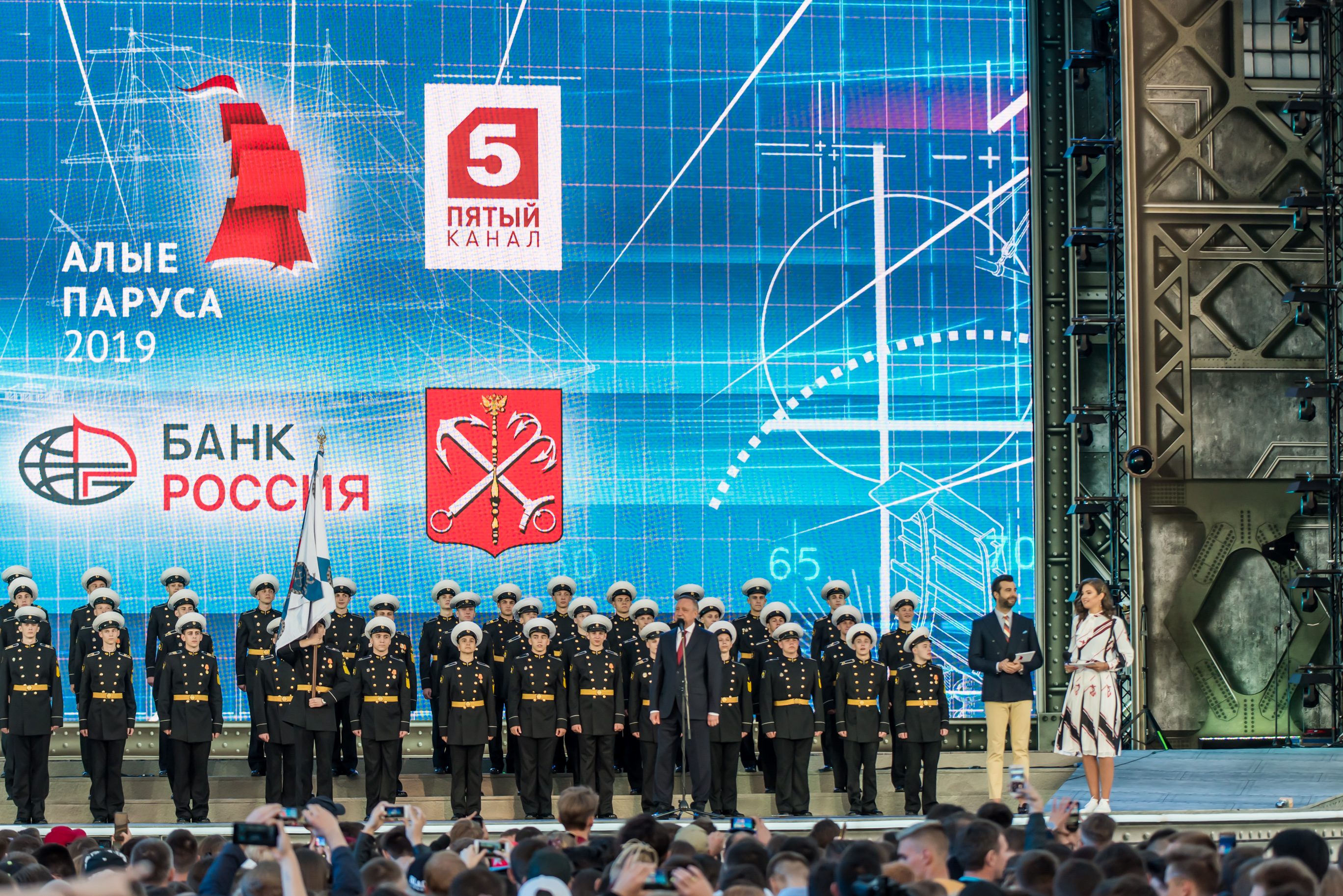
Виступ Олександра Бєглова на випускному студентів Санкт-Петербурга, 2019 рік

За даними ВЦВГД, до літа 2019 року рейтинг Бєглова склав 55 %, при найвищому антирейтингу серед нещодавно призначених глав регіонів — 24 %. Журналісти називали перемогу Бєглова вельми ймовірною через відсутність «реальних конкурентів» на виборах і виходу з передвиборної гонки Володимира Бортка. В єдиний день голосування, 8 вересня 2019 року, Бєглов здобув перемогу в першому турі виборів губернатора Санкт-Петербурга з результатом 64,46 %. Термін його повноважень завершиться в 2024 році.

### Губернатор Санкт-Петербурга
18 вересня 2019 року Бєглов приніс присягу і офіційно вступив на посаду губернатора Санкт-Петербурга. Протягом тижня він сформував новий склад уряду, висунувши на посади віце-губернаторів Любов Совершаєву, Едуарда Батанова, Миколу Бондаренка, Євгенія Єліна, Володимира Кирилова, Володимира Княгініна, Миколу Лінченка, Олега Маркова, Анну Мітяніну, Максима Шаскольського. Але вже до кінця листопада губернатор заявив про переведення своєї заступниці Любові Совершаєвої на посаду заступника повпреда президента в Північно-Західному федеральному окрузі, її місце зайняв колишній міністр транспорту Росії Максим Соколов. Незабаром Бєглов запропонував віце-губернатора Анну Мітяніну на пост дитячого омбудсмена, а місце відповідального за туризм і зовнішні зв'язки Олега Маркова зайняла заступник міністра освіти Ірина Потєхіна. Своїм заступником губернатор призначив Валерія Пікальова, який працював раніше начальником охорони резиденції Володимира Путіна на Валдаї.
За словами Бєглова, першим рішенням на посаді губернатора стала закупівля 471 одиниці багатофункціональної всесезонної техніки. Влада запустила програму «Холодне горище», провівши роботи з теплоізоляції труб. У рамках експериментальної боротьби з льодом на дахах 80 будинків оснастили низьковольтними електричними кабелями. Також у 2019 році влада міста домовилися з урядом Ленінградської області про спільне вивезення сміття. У рамках програми Комітет майнових відносин Санкт-Петербурга передав полігон «Червоний Бор» у федеральну власність, його подальшою ліквідацією зайнялася державна корпорація Росатом. Крім того, влада міста заявляла про намір вирішити проблему ошуканих пайовиків, реконструювавши Боткінську лікарню у 2020—2021 роках та оновити лікарняні ліжка, запустили конкурс архітектурних проєктів на створення паркової зони замість судового кварталу поруч зі стрілкою Васильєвського острова. Адміністративно-житловий район вирішили перенести на Смольну набережну ще під час виборів, і в листопаді 2019 року для його будівництва Бєглов виключив «Сад на Неві» з переліку зелених насаджень загального користування. У результаті кількість паркових зон у Центральному районі стала меншою від нормативів. Депутати партії «Яблуко» підготували позов, який оскаржував поправки. Але суд відмовився визнати рішення губернатора недійсним.
За перші сто днів роботи губернатора окремі політологи відзначали його участь в ситуації з «Метробудом», керівництво якого не виплачувало зарплати співробітникам. Після початку роботи нових станцій Фрунзенського радіусу пасажири неодноразово повідомляли про протікання. Спочатку прес-служба метрополітену пов'язувала їх з тим, що працівники злили воду в «не призначене для цього місце». Але пізніше Бєглов визнав факт недоброякісної гідроізоляції. Гендиректора організації Миколу Александрова заарештували за підозрою у привласненні та розтраті грошових коштів.
Як губернатор Бєглов продовжує практику районних перевірок і зустрічей з жителями. Наприклад, на заходах із нагоди зняття блокади він пригощав відвідувачів із ложки солдатською кашею. Після завершення передвиборної кампанії політик став менше спілкуватися з пресою і став уникати конкретних відповідей на громадських заходах. Але піар-акції в соціальних мережах із залученням тролей тривати. Незважаючи на негативну реакцію жителів, боти активно публікували в районних групах коментарі про досягнення Бєглова і писали йому подяки.
У листопаді 2019 року губернатор погодив зменшення субсидій на громадський транспорт, що призвело до подорожчання одноразового проїзду приблизно на чверть. У цей же період зі скаргою на складну транспортну ситуацію на півдні міста до губернатора звернулися депутати.. У відповідь Бєглов заявив, що прискорення темпів будівництва метрополітену неможливе, але запропонував проєкт розв'язки від траси М-11 в напрямку аеропорту «Пулково».
У грудні 2019 року міська влада відмовилася внести спортивний комплекс «Петербурзький» до переліку об'єктів культурної спадщини. Імовірно, це було зроблено, щоб забудовник встиг знести будівлю. У результаті поспіху і недбалості керівництва при демонтажі будівлі в січні 2020 року обвалилась покрівля та загинув один із робітників. Пізніше Олександр Бєглов заявив «що місто візьме під особливий контроль дотримання будівельними та іншими компаніями техніки безпеки».
На початку грудня 2020 року понад 100 барів і кафе Петербурга виступили проти чергового пакету обмежувальних заходів, який був підписаний 2 грудня Олександром Бєгловим в рамках боротьби з коронавірусом. У мережі з'явилася «Карта опору», учасники якої висловили незгоду з повним закриттям закладів громадського харчування з 30 грудня по 3 січня.
Із 27 січня по 21 грудня 2020 рік — член президії Державної ради Російської Федерації.
21 вересня Бєглов очолив мобілізаційну комісію Санкт-Петербурга. Таким чином виконавши наказ президента Росії Володимира Путіна про введення часткової мобілізації.

## Наукова діяльність
У 1993 році Бєглов захистив дисертацію «Стійкість залізобетонних елементів із площини вигину», отримавши вчений ступінь кандидата технічних наук.
У 2011 році Бєглов опублікував 41 наукову роботу про козацтво, в тому числі 5 монографій. За словами експерта «Диссернета» Анни Абалкіної, «не кожен вчений може похвалитися такою публікаційною активністю». У 2012 Бєглов став доктором економічних наук, захистивши докторську дисертацію на тему «Управління виробництвом продукції АПК у козацьких спільнотах як потенціал сталого соціально-економічного розвитку регіонів» в Московському державному університеті технологій та управління (МДУТУ).
У 2019 співтовариство «Диссернет» звинуватило Бєглова в «неоформлених запозиченнях і некоректному цитуванні», вказавши, що в п'яти наукових статтях, опублікованих за рік до захисту докторської дисертації, є неоформлені витяги з тексту дисертації В. П. Трута «Козацтво Росії в період революцій 1917 року і на початковому етапі Громадянської війни» і книги того ж автора. Публікації підписувалися тією ж адресою електронної пошти, якою підписувалися роботи про нооскоп Антоном Вайно, нині глави Адміністрації президента. У організації вважають, що ця адреса належить Федору Стерлікову, що добре відомий за супроводом фейкових дисертацій. У відповідь на звинувачення ректор МДУТУ і науковий консультант Бєглова Валентина Іванова сказала, що порушень в оформленні не виявлено.

## Сім'я та власність
Задекларований річний дохід Олександра Бєглова за 2017 рік склав 6,9 мільйона рублів. При цьому сумарний задекларований дохід сім'ї чиновника за 2017 рік перевищив 22 мільйони рублів. У власності сім'ї числиться 3 автомобілі, 11 квартир і земельні ділянки загальною площею понад 5 тисяч м². Журналісти і розслідувачі відзначали наявність у Бєглова чотирьох швейцарських годинників вартістю 19 мільйонів рублів: двох Breguet, Audemars Piguet і Patek Philippe.

## Критика
В ході виборчої кампанії обговоренню в ЗМІ піддалася вся попередня кар'єра Бєглова. Зокрема, журналісти відзначають випадок із установкою позачергово і за державний рахунок навісного ліфта в 2009 році в будинку, де проживала сім'я Бєглових, а також інциденти з недобросовісною парковкою.
Олександр Бєглов на посаді губернатора Санкт-Петербурга неодноразово піддавався критиці з боку голови ЦВК Росії Елли Памфілової. У серпні 2021 року вона зазначила, що губернатор «протиставив себе ЦВК», коли підтримав незадовільну роботу міської виборчої комісії на виборах муніципальних депутатів 2019 року.
За підсумками виборів до Законодавчих Зборів Санкт-Петербурга 2021 року Памфілова виступила на адресу Бєглова з наступною заявою: «Олександр Дмитрович Бєглов, звичайно, може святкувати перемогу, але я впевнена, що це піррова перемога! І коли-небудь вона обернеться для нього своєю найнепристойнішою стороною». Глава ЦВК додала, що матеріали про порушення на виборах в Санкт-Петербурзі направлені в Слідчий комітет і Генпрокуратуру.

## Санкції
У березні 2022 року США, Велика Британія і Канада ввели санкції проти Бєглова, в ряду інших осіб, що забезпечують вторгнення Росії в Україну.
Із 9 травня 2022 року перебуває під санкціями Великої Британії. Із 6 квітня 2022 року перебуває під санкціями Сполучених Штатів Америки. Із 28 лютого 2022 року перебуває під санкціями Канади. Із 30 вересня 2022 року перебуває під санкціями Австралії. Указом президента України Володимира Зеленського від 7 вересня 2022 року перебуває під санкціями України. Із 28 вересня 2022 року перебуває під санкціями Нової Зеландії.
30 вересня 2022 року до списку санкцій США внесені діти Бєглова: Юлія Бєлова і Ольга Кудряшова, а також дружина Наталія Бєглова.

## Класний чин
- Дійсний державний радник Російської Федерації 1 класу (20 грудня 2004)[88].

## Нагороди
- Орден «За заслуги перед Вітчизною» II ступеня (18 травня 2021) — за великий внесок у соціально-економічний розвиток Санкт-Петербурга і багаторічну сумлінну роботу[89].
- Орден «За заслуги перед Вітчизною» III ступеня (2012)[90].
- Орден"За заслуги перед Вітчизною" IV ступеня (19 травня 2006) — за великий внесок у зміцнення та розвиток державної контрольної системи та багаторічну сумлінну працю[3][91].
- Медаль «За заслуги перед Республікою Карелія» (8 червня 2020) — за заслуги перед Республікою Карелія та її жителями, великий внесок у соціально-економічний розвиток республіки та активну роботу у складі Державної комісії з підготовки до святкування 100-річчя утворення Республіки Карелія[92].
- Заслужений будівельник Російської Федерації (15 березня 2004) — за заслуги в галузі будівництва та багаторічну сумлінну працю[3][93].
- Орден святого благовірного князя Данила Московського I ступеня (РПЦ; 2011) — за увагу у допомозі Російській православній церкві та у зв'язку з 55-річчям від дня народження[94].
- Орден преподобного Сергія Радонезького I ступеня (РПЦ; 2013) — за увагу до праць із відновлення Кронштадтського Морського собору[8][95].
- Орден преподобного Сергія Радонезького I ступеня (РПЦ; 18 липня 2014) — за увагу у допомозі, що надається Троїце-Сергієвій лаврі[96].
- Орден святого благовірного великого князя Олександра Невського II ступеня (РПЦ; 2021) — за допомогу Олександро-Невській лаврі[97].
- Орден Дружби (Південна Осетія, 2019)[98].